# Elaphoglossum tantalinum
Elaphoglossum tantalinum är en träjonväxtart som beskrevs av John T. Mickel. Elaphoglossum tantalinum ingår i släktet Elaphoglossum och familjen Dryopteridaceae. Inga underarter finns listade.